# Kosovo i olympiska vinterspelen 2018
Kosovo deltog i de olympiska vinterspelen 2018 i Pyeongchang, Sydkorea, med en trupp på en atlet (en man) fördelat på en sport.
Vid invigningsceremonin bars Kosovos flagga av alpina skidåkaren Alib Tahiri.